# Wilma Mankiller
Wilma Pearl Mankiller (língua cherokee: ᎠᏥᎳᏍᎩ ᎠᏍᎦᏯᏗᎯ; alfabeto latino: Atsilasgi Asgayadihi; Tahlequah, 18 de novembro de 1945 – Tahlequah, 6 de abril de 2010) foi uma ativista nativa americana, assistente social, desenvolvedora comunitária e a primeira mulher eleita para atuar como Chefe tribal da Nação Cherokee. Nascida em Tahlequah, em Oklahoma, ela morou na terra tribal de sua família no Condado de Adair, até os onze anos de idade, quando sua família se mudou para São Francisco como parte de um programa do governo federal para urbanizar os nativos americanos. Após o colegial, ela se casou com um equatoriano próspero e criou duas filhas. Inspirado pelos movimentos sociais e políticos da década de 1960, Mankiller se envolveu na ocupação de Alcatraz e mais tarde participou das lutas pela terra e compensação com a tribo Pit River. Por cinco anos, no início dos anos 1970, ela trabalhou como assistente social, concentrando-se principalmente em questões infantis.
Retornando a Oklahoma no outono de 1976, Mankiller foi contratada pela Nação Cherokee como coordenadora de estímulo econômico. Com sua experiência na preparação de documentação, ela se tornou uma escritora de bolsas de sucesso e, no início dos anos 1980, dirigia o recém-criado Departamento de Desenvolvimento Comunitário da Nação Cherokee. Como diretora, ela desenhou e supervisionou projetos comunitários inovadores, permitindo que os cidadãos rurais identificassem seus próprios desafios e, por meio de seu trabalho, participassem de sua solução. Seu projeto em Bell, Oklahoma, foi apresentado no filme The Cherokee Word for Water, dirigido por Charlie Soap e Tim Kelly. Em 2015, o filme foi escolhido como o melhor filme indígena americano dos últimos 40 anos pelo American Indian Film Institute. Seu projeto em Kenwood recebeu o Certificado de Mérito Nacional do Departamento de Habitação e Desenvolvimento Urbano.
Sua capacidade de gerenciamento chegou ao conhecimento do chefe principal em exercício, Ross Swimmer, que a convidou para concorrer como sua vice nas eleições tribais de 1983. Quando a dupla venceu, ela se tornou a primeira mulher eleita para servir como vice-chefe da nação Cherokee. Em 1985, quando Swimmer assumiu um cargo na administração federal do Gabinete de Asssuntos Indígenas, ela foi elevada a Chefe tribal, cargo em que ocupou até 1995. Durante sua administração, o governo Cherokee construiu novas clínicas de saúde, criou uma clínica oftalmológica móvel, estabeleceu serviços de ambulância e criou programas de educação infantil, educação de adultos e treinamento profissional. Ela desenvolveu fluxos de receita, incluindo fábricas, lojas de varejo, restaurantes e operações de bingo, enquanto estabelecia autogoverno, permitindo que a tribo administrasse suas próprias finanças.
Quando ela encerrou suas atividades na política, Mankiller voltou ao seu papel de ativista como defensora trabalhando para melhorar a imagem dos nativos americanos e combater a apropriação indevida da herança nativa, escrevendo livros, incluindo uma autobiografia best-seller, Mankiller: A Chief and Her People, e dando inúmeras palestras sobre assistência médica, soberania tribal, direitos das mulheres e conscientização sobre o câncer. Ao longo de sua vida, ela teve sérios problemas de saúde, incluindo doença renal policística, miastenia gravis, linfoma e câncer de mama, e precisou de dois transplantes renais. Ela morreu em 2010 de câncer no pâncreas e foi homenageada com muitos prêmios locais, estaduais e nacionais, incluindo a maior honra civil do país, a Medalha Presidencial da Liberdade. Em 2021, foi anunciado que a imagem de Mankiller apareceria na moeda de um quarto de dólar como parte do programa "American Women Quarters" da Casa da Moeda dos Estados Unidos.

## Primeiros anos (1945–1955)
Filha de Clara Irene (nascida Sutton) e Charley Mankiller, Wilma Pearl Mankiller nasceu em 18 de novembro de 1945, no Hastings Indian Hospital em Tahlequah, Oklahoma. Seu pai era um aborígene Cherokee, cujos ancestrais foram forçados a se mudar para o Território Indígena do Tennessee ao longo da Trilha das Lágrimas na década de 1830. Sua mãe era descendente de imigrantes holandeses-irlandeses e ingleses que se estabeleceram pela primeira vez na Virgínia e na Carolina do Norte em 1700. Seus avós maternos vieram para Oklahoma no início de 1900 da Geórgia e Arkansas, respectivamente. O sobrenome "Mankiller", Asgaya-dihi ( silabário Cherokee: ᎠᏍᎦᏯᏗᎯ) na língua Cherokee, refere-se a uma patente militar Cherokee tradicional, semelhante a um capitão ou major, ou a um xamã com o capacidade de vingar erros através de métodos espirituais. As grafias alternativas são Outacity e Ontassetè. O nome Cherokee dado a Wilma, que significa flor, era A-ji-luhsgi. Quando Charley e Irene se casaram em 1937, eles se estabeleceram na terra tribal do pai de Charley, John Mankiller, conhecido como "Mankiller Flats", perto de Rocky Mountain em Adair County, Oklahoma, que ele recebeu em 1907 como parte da política governamental de assimilação forçada para os nativos americanos.
Wilma tinha cinco irmãos mais velhos: Louis Donald "Don", Frieda Marie, Robert Charles, Frances Kay e John David. Em 1948, quando ela tinha três anos, a família mudou-se para uma casa construída por seu pai, seu tio e seu irmão, Don, no lote de seu avô John. Seus outros cinco irmãos, Linda Jean, Richard Colson, Vanessa Lou, James Ray e William Edward, nasceram nos 12 anos seguintes. A pequena casa não tinha eletricidade ou encanamento e eles viviam em "extrema pobreza". A família caçava e pescava, mantendo uma horta para se alimentar. Também plantavam amendoim e morango, que vendiam. Mankiller foi para a escola até a quinta série em uma escola de três salas, em Rocky Mountain. A família falava inglês e cherokee em casa; até a mãe de Mankiller falava Cherokee. Sua mãe enlatava comida e usava sacos de farinha para fazer roupas para as crianças, a quem ela imergiu na herança Cherokee. Embora se filiassem à igreja batista, as crianças desconfiavam dos fiéis e costumes brancos, preferindo comparecer a reuniões cerimoniais tribais. Os anciãos da família ensinavam histórias tradicionais às crianças.

## Mudança para São Francisco (1956–1976)
Em 1955, uma forte seca tornou mais difícil para a família se sustentar. Como parte da política de rescisão indígena, o Indian Relocation Act de 1956 forneceu assistência para realocar famílias nativas em áreas urbanas. Agentes do Gabinete de Assuntos Indígenas (BIA) prometeram melhores empregos e condições de vida para as famílias que concordaram em se mudar. Em 1956, quando ela tinha onze anos, seu pai Charley foi negado um empréstimo do BIA, e decidiu que se mudar para uma cidade onde ele teria uma renda regular e um emprego estável seria bom para a família dele. A família escolheu a Califórnia porque a mãe de Irene morava em Riverbank. Vendendo seus pertences, eles pegaram um trem de Stilwell, Oklahoma, para São Francisco. Embora lhes fosse prometido um apartamento na cidade, não havia apartamentos disponíveis quando os Mankillers chegaram. Eles foram alojados em um hotel miserável no distrito de Tenderloin por várias semanas. Mesmo quando a família se mudou para Potrero Hill, onde seu pai e seu irmão Don encontraram trabalho, a família lutou financeiramente. Eles tinham poucos vizinhos nativos americanos, criando alienação de suas identidades tribais.
Mankiller e seus irmãos se matricularam na escola, mas era difícil porque os outros alunos zombavam de seu sobrenome e a provocavam por causa de suas roupas e da maneira como ela falava. O tratamento de seus colegas de classe fez com que Mankiller desistisse. Em um ano, a família economizou dinheiro e conseguiu se mudar para Daly City, mas Mankiller ainda se sentia alienada e fugiu de casa, indo para a fazenda de sua avó em Riverbank. Sua avó a fez voltar para Potrero, mas depois que Wilma continuou fugindo, seus pais decidiram deixá-la morar na fazenda por um ano. Quando ela voltou, a família havia se mudado novamente e morava em Hunters Point, um bairro repleto de crimes, drogas e gangues. Embora ela tenha recuperado sua confiança durante seu ano fora, Mankiller ainda se sentia isolada e começou a se envolver nas atividades do San Francisco Indian Center. Ela permaneceu indiferente à escola, onde lutou com matemática e ciências, mas se formou no colegial em junho de 1963.
Assim que concluiu seus estudos, Mankiller encontrou um emprego administrativo em uma empresa financeira e foi morar com sua irmã Frances. Naquele verão, em um baile latino, ela conheceu Hector Hugo Olaya de Bardi, um estudante universitário equatoriano de uma família abastada, e os dois começaram a namorar. Mankiller o achou sofisticado e, apesar do desconforto dos pais dela com a união, os dois se casaram em Reno, em Nevada, no dia 13 de novembro de 1963, e depois passaram a lua de mel em Chicago. Voltando para a Califórnia, eles se mudaram para um apartamento no Mission District, onde dez meses depois nasceu sua filha Felicia. Eles então se mudaram para uma casa em um bairro próximo e em 1966 tiveram uma segunda filha, Gina. Enquanto Olaya continuou seus estudos na Universidade Estadual de São Francisco e trabalhou para a Pan American Airlines, Mankiller estava ocupada criando suas filhas. Olaya viu seu papel como provedor da família, deixando sua esposa em casa para criar os filhos. Mas Mankiller estava inquieto e voltou para a escola, matriculando-se em aulas no Skyline Junior College. Pela primeira vez, ela gostou da escola e fez apenas cursos que a interessavam.

### Ativismo

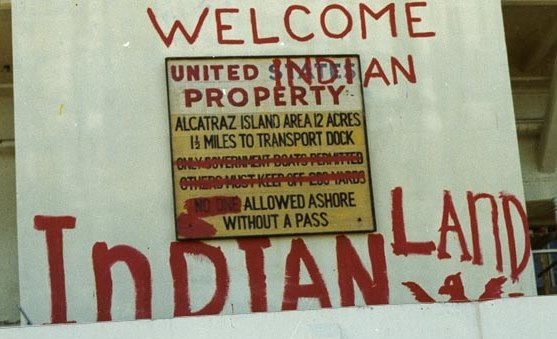
Cartaz na Ilha de Alcatraz escrito "Bem-vindo à Terra Indígena"

Em 1964, um pequeno grupo de ativistas do Red Power ocupou a Ilha de Alcatraz por algumas horas. No final da década de 1960, um grupo de estudantes da Universidade da Califórnia em Berkeley, Los Angeles e Santa Cruz, junto com estudantes do estado de São Francisco, começaram a protestar contra a Guerra do Vietnã e a favor dos direitos civis dos minorias étnicas e mulheres. Entre os grupos que surgiram no período estava o American Indian Movement (AIM), que em São Francisco estava centrado nas atividades do San Francisco Indian Center. Também se reuniu lá o Conselho Indígena da Baía Unida, que operava como uma organização guarda-chuva para 30 grupos separados representando pessoas de diferentes afiliações tribais. Em outubro de 1969, o Centro pegou fogo e a perda de seu ponto de encontro criou um vínculo entre administradores e ativistas estudantis, que combinaram seus esforços para trazer a situação dos nativos americanos urbanos aos olhos do público com a reocupação de Alcatraz.
A ocupação inspirou Mankiller a se envolver no ativismo pelos direitos civis. Antes da aquisição da ilha em novembro, ela não havia se envolvido com o AIM ou o United Bay Council. Ela começou a se encontrar com outros nativos americanos que haviam participado do Indian Center, tornando-se ativa nos grupos de apoio à ocupação. Enquanto ela visitou Alcatraz, a maior parte de seu trabalho se concentrou na arrecadação de fundos e apoio, reunindo suprimentos de cobertores, comida e água para os que estavam na ilha. Logo após o início da ocupação, Charley Mankiller foi diagnosticado com doença renal, o que fez com que Mankiller descobrisse que ela compartilhava a doença renal policística com seu pai. Entre seu ativismo, obrigações escolares e familiares, ela passava tanto tempo com ele quanto podia. A ocupação durou dezenove meses, e durante esse tempo, Mankiller aprendeu habilidades organizacionais e como fazer pesquisas paralegais. Ela foi encorajada por outros ativistas a continuar seus estudos e começou a planejar uma carreira.

### Trabalho social
Com a morte de seu pai em 1971, a família Mankiller voltou a Oklahoma para acompanhar seu velório. Quando ela voltou para a Califórnia, ela se transferiu para a Universidade Estadual de São Francisco em 1972 e começou a focar suas aulas no bem-estar social. Contra a vontade de seu marido, ela comprou seu próprio carro e começou a buscar a independência, levando suas filhas para eventos nativos americanos ao longo da Costa Oeste. Em suas viagens, ela conheceu membros da tribo Pit River no norte da Califórnia, perto de Burney, e juntou-se a sua campanha de compensação com a Indian Claims Commission e a Pacific Gas and Electric Company por terras indígenas tiradas ilegalmente da tribo durante a corrida do ouro na Califórnia. Nos cinco anos seguintes, ela ajudou a tribo a levantar fundos para sua defesa legal e ajudou a preparar a documentação para sua reivindicação, ganhando experiência em direito internacional e de tratados.
Mais perto de casa, Mankiller fundou o Native American Youth Center de East Oakland, onde atuou como diretora. Localizando um prédio, ela convocou voluntários para pintar e ajudar a elaborar programas educacionais para ajudar os jovens a aprender sobre sua herança, desfrutando do apoio esmagador da comunidade. Em 1974, Mankiller e Olaya se divorciaram e ela se mudou com suas duas filhas para Oakland. Assumindo o cargo de assistente social no Urban Indian Resource Center, ela trabalhou em programas que conduziam pesquisas sobre abuso e negligência infantil, orfanatos e adoção de crianças nativas. Reconhecendo que a maioria das crianças indígenas foi colocada em famílias sem conhecimento das tradições nativas, ela trabalhou na legislação com outros funcionários e advogados para evitar que as crianças fossem removidas de sua cultura. A lei, que acabou sendo aprovada como Indian Child Welfare Act, tornou ilegal colocar crianças nativas em famílias não nativas.

## Retorno para Ocklahoma

### Desenvolvimento comunitário (1976–1983)

Mapa da Área de Jurisdição Tribal da Nação Cherokee contemporânea

Em 1976, a mãe de Mankiller voltou para Oklahoma, levando Mankiller a se mudar também com suas duas filhas. Inicialmente, ela não conseguia encontrar trabalho e voltou para a Califórnia por seis meses. No outono, ela estava de volta a Oklahoma, e construiu uma pequena casa perto da casa de sua mãe em Mankiller Flats. Depois de fazer trabalho voluntário para a Nação Cherokee, Mankiller foi contratada em 1977 para trabalhar em um programa para jovens Cherokees estudarem ciências ambientais. Nesse mesmo ano, ela se matriculou em aulas adicionais na Flaming Rainbow University em Stilwell, Oklahoma, concluindo seu bacharelado em ciências sociais com ênfase em Assuntos Indígenas, graças a um curso por correspondência em um programa oferecido pela Union for Experimental Colleges em Washington, D.C. Ela se matriculou em cursos de pós-graduação em desenvolvimento comunitário na Universidade de Arkansas, em Fayetteville, enquanto continuava a trabalhar nos escritórios tribais como uma coordenador de estímulo econômico. Ela trabalhou em assistência médica domiciliar, protocolos de bem-estar infantil indianos, serviços linguísticos, um programa para idosos e um abrigo para jovens.
Em 9 de novembro de 1979, em seu caminho de volta para Tahlequah vindo de Fayetteville, o veículo de Mankiller foi atingido por um carro que se aproximava. Sherry Morris, uma das amigas mais próximas de Mankiller, estava dirigindo o outro veículo e morreu no acidente. Mankiller sofreu costelas quebradas, bem como fraturas na perna esquerda e no tornozelo, e tanto o rosto quanto a perna direita foram esmagados. Inicialmente, os médicos pensaram que ela não recuperaria a capacidade de andar. Depois de 17 operações e cirurgias plásticas para reconstruir o rosto, ela teve alta do hospital e já andava com muletas. Enquanto ainda se recuperava do acidente, três meses após a colisão, Mankiller começou a notar uma perda de coordenação muscular. Ela deixou cair as coisas, não conseguia segurar os itens, sua voz cansada depois de alguns momentos de fala. Os médicos pensaram que os problemas estavam relacionados ao acidente, mas um dia, enquanto assistia a uma maratona de distrofia muscular, Mankiller pensou que seus sintomas soavam semelhantes. Ela ligou para o centro de distrofia muscular, foi encaminhada para um especialista e foi diagnosticada com miastenia gravis. Em novembro de 1980, ela voltou ao hospital, passou por mais cirurgias e iniciou um ciclo de quimioterapia, que durou vários anos. Ela voltou a trabalhar em dezembro.
O primeiro programa de desenvolvimento comunitário de Mankiller como redator de bolsas foi para Bell, Oklahoma. Ao exigir que os membros da comunidade doassem seu tempo e trabalho para colocar 16 milhas de tubulação para um sistema de água compartilhado, construir casas ou trabalhar na reabilitação de edifícios, a doação envolveu a comunidade no autoaperfeiçoamento. Trabalhando no projeto Bell, Mankiller colaborou com Charlie Soap, que trabalhou na Indian Housing Authority e a ajudou a supervisionar o empreendimento. O sucesso do programa levou ao seu uso como modelo para outros programas de subsídios para ela e outras tribos. No meio do Projeto Bell, em 1981, o chefe tribal Ross Swimmer a promoveu como primeira diretora de um departamento que ela criou, o Departamento de Desenvolvimento Comunitário da Nação Cherokee. Nos três anos seguintes, Mankiller levantou milhões de dólares para programas de desenvolvimento comunitário semelhantes. Sua abordagem era de autoajuda, o que permitia aos cidadãos identificar seus problemas e controlar os desafios que enfrentavam. Impressionado com sua habilidade e resultados, Swimmer a convidou para ser sua companheira de chapa na próxima eleição tribal.

### Carreira política (1983–1995)

#### Commpanheira de chapa com Swimmer (1983–1985)
Em 1983, Mankiller, uma Democrata, foi escolhida como companheira de chapa por Ross Swimmer, um Republicano, em uma tentativa pelo terceiro mandato consecutivo de Swimmer como chefe tribal. Embora ambos desejassem que a tribo se tornasse mais autossuficiente, Swimmer sentiu que o caminho era desenvolver negócios tribais, como hotéis e empresas agrícolas. Mankiller queria se concentrar em pequenas comunidades rurais, melhorando a habitação e os cuidados de saúde. Suas diferenças na política não foram um problema chave na eleição, mas o gênero de Mankiller foi. Ela ficou surpresa com o machismo que enfrentou, pois na sociedade Cherokee tradicional, as famílias e os clãs eram organizados matrilinearmente. Embora tradicionalmente as mulheres não ocupassem cargos de título no governo Cherokee, elas tinham um conselho de mulheres que exercia uma influência considerável e era responsável por treinar o chefe tribal. Ela recebeu ameaças de morte, seus pneus foram cortados e um outdoor com sua imagem foi queimado. Mesmo assim, o nadador permaneceu firme. Swimmer venceu a reeleição contra Perry Wheeler por uma margem estreita, com a força dos eleitores ausentes. Mankiller também venceu por eleitores ausentes em uma eleição de segundo turno para o cargo de chefe tribal contra Agnes Cowen e se tornou a primeira mulher eleita chefe tribal da Nação Cherokee. Wheeler e Cowen exigiram uma recontagem e entraram com uma ação no Cherokee Judicial Appeals Tribunal e no Tribunal de Distrito dos Estados Unidos alegando irregularidades na votação. Os tribunais tribais e federais decidiram contra Wheeler e Cowen.

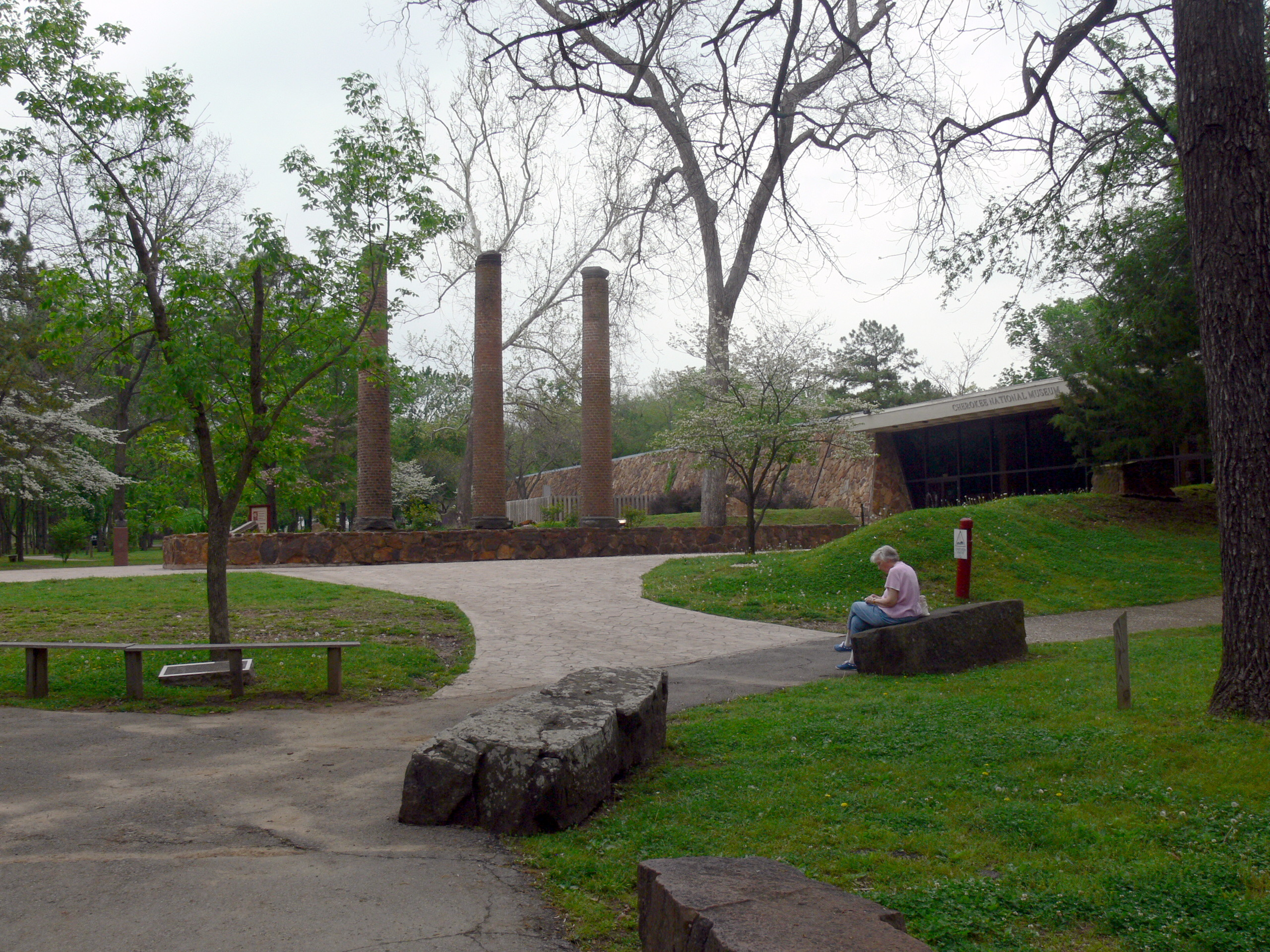
Conselho Tribal da Nação Cherokee

Uma de suas principais funções como chefe tribal era presidir o Conselho Tribal, o corpo governante de quinze membros da Nação Cherokee. Embora ela presumisse que o sexismo da campanha terminaria assim que a eleição fosse resolvida, Mankiller rapidamente percebeu que ela tinha pouco apoio no conselho. Alguns membros a viam como uma inimiga política, enquanto outros a desprezavam por causa de seu gênero. Ela optou por evitar o envolvimento na legislação tribal para minimizar a hostilidade à sua eleição, concentrando-se em áreas do governo que o conselho não controlava. Uma de suas primeiras questões de foco foi a divisão de sangue puro/sangue misto. Os povos Cherokees com ascendência não-nativa foram assimilados à cultura americana em maior extensão, enquanto os povos aborígenes mantiveram a língua e a cultura Cherokee. Os dois grupos historicamente estiveram em desacordo, com muita discordância sobre o desenvolvimento. Na época em que Mankiller foi eleita chefe tribal, a tropa mestiça se concentrou no crescimento econômico e favoreceu a contratação de não-nativos para administrar negócios nativos se fossem mais qualificados. Os aborígenes acreditavam que tal modernização comprometeria a identidade Cherokee. Mankiller, que apoiou uma abordagem intermediária, expandiu o Cherokee Heritage Center e o Institute for Cherokee Literacy. Ela persuadiu o conselho tribal a mudar a forma como os membros do conselho eram eleitos para que, em vez de candidatos gerais, os membros em potencial viessem de distritos recém-criados. A mudança significou que as áreas urbanas com grandes populações não controlavam mais os membros do conselho.

#### Chefe tribal (1985–1986)
Em 1985, Chief Swimmer renunciou ao ser nomeada secretária adjunta do Gabinete de Assuntos Indígenas. Mankiller a substituiu como a Chefe tribal da Nação Cherokee quando ela assumiu o cargo em 5 de dezembro de 1985. Para apaziguar seus detratores no conselho, ela não compareceu às reuniões do conselho, e enfatizou a separação entre os poderes executivo e legislativo do governo. Quase imediatamente, a cobertura da imprensa sobre Mankiller fez dela uma celebridade internacional e melhorou a percepção dos nativos americanos em todo o país. Em artigos como uma entrevista de novembro de 1985 na revista People, Mankiller se esforçou para mostrar que as tradições culturais nativas de cooperação e respeito pelo meio ambiente os tornavam modelos para o resto da sociedade. Em uma entrevista com a revista Mrs., ela apontou que as mulheres Cherokee eram membros valiosos de suas comunidades antes que a sociedade dominante impusesse o patriarcado sobre a tribo. Ao apresentar suas críticas às políticas do governo Reagan que poderiam diminuir a autodeterminação tribal ou ameaçar sua cultura, ela construiu relacionamentos com vários agentes do poder. Por não ter o apoio do Conselho Tribal, ela também usou seu acesso à imprensa para informar os eleitores Cherokee sobre os objetivos de sua administração e seu desejo de melhorar a habitação e os serviços de saúde. Cinco meses depois de se tornar Chefe tribal, o status de celebridade de Mankiller resultou em sua eleição naquele ano como Mulher Indígena Americana do Ano, uma honra concedida pela Federação de Mulheres Indianas de Oklahoma, e sua introdução no Hall da Fama das Mulheres de Oklahoma. Ela recebeu um doutorado honorário da Universidade da Nova Inglaterra e recebeu uma menção de liderança da Universidade Harvard.
Em 1986, o relacionamento de Mankiller e Charlie Soap mudou de profissional para pessoal, levando ao noivado no início do ano. Não querendo provocar pedidos para que ela renunciasse, eles mantiveram o relacionamento privado até o casamento em outubro. Mesmo assim, causou polêmica, gerando apelos para que Soap renunciasse ao cargo. Ele renunciou, a partir do final de janeiro de 1987, o que gerou mais críticas dos opositores de Mankiller, que viram o atraso como uma estratégia para Soap se qualificar para aposentadoria. Inicialmente, as experiências negativas de Mankiller a dissuadiram de buscar a reeleição, mas depois que seus oponentes tentaram persuadi-la a não concorrer, ela entrou na disputa com o apoio de Soap. Ela persuadiu os eleitores de que a tribo poderia cooperar com os governos estadual e federal para negociar termos favoráveis para melhorar suas oportunidades. Soap, como uma aborígene Cherokee, foi fundamental para levar sua mensagem àquela tribo e neutralizar a questão de gênero, falando em Cherokee com eles sobre o lugar tradicional das mulheres na sociedade Cherokee. Com foco nos cortes orçamentários da Casa Branca de Reagan, ela destacou como as reduções no financiamento para habitação de baixa renda, programas de saúde e nutrição e iniciativas educacionais estavam afetando a tribo. Embora ela reconhecesse que o desenvolvimento econômico era uma prioridade, Mankiller enfatizou que o desenvolvimento de negócios deve ser equilibrado ao abordar os problemas sociais.
Semanas antes da eleição, Mankiller foi hospitalizada por causa de sua doença renal. Seus opositores argumentaram que ela estava completamente impossibilitada de liderar a tribo.  A participação foi alta e, embora Mankiller tenha ganho 45% dos votos, a lei tribal exigia 50% para evitar um segundo turno com Perry Wheeler. Ela venceu o segundo turno, mas em uma semana morreu um membro de sua base partidária que havia sido eleito para o Conselho Tribal. O comitê eleitoral tribal votou para anular as cédulas ausentes para os novos membros do conselho, e Mankiller fez uma petição ao Tribunal de Apelações Judiciais, que exigia uma recontagem incluindo os eleitores ausentes. A recontagem do conselho deu à administração de Mankiller a maioria e a cadeira foi preenchida por um apoiador de suas políticas. Mankiller usou a imprensa em torno de sua eleição para combater os estereótipos negativos sobre os nativos, enfatizando sua herança cultural e pontos fortes. Ela foi escolhida como "Notícia do Ano" pela Association for Women in Communications; "Mulher do Ano de 1987" pela revista Ms; e foi destaque no artigo "Celebração dos Heróis" na edição de julho de 1987 da revista Newsweek.

#### Eleita como Chefe tribal no primeiro mandato (1987–1991)
Uma das primeiras iniciativas de Mankiller foi fazer lobby para manter a operação do Talking Leaves Job Corps Center, que o Departamento do Trabalho dos EUA havia colocado em uma lista para fechamento. As autoridades concordaram em suspender o fechamento se ela encontrasse um local adequado. Ela recomendou que o centro de empregos fosse instalado no motel financeiramente insolvente, mas inicialmente o Conselho Tribal negou sua permissão. Ela conseguiu reverter a decisão prometendo levar a questão diretamente ao voto dos membros da tribo. Ela também expandiu os programas de desenvolvimento comunitário, usando o modelo do Projeto Bell, e em 1987 o Projeto Kenwood ganhou o Certificado de Mérito Nacional do Departamento de Habitação e Desenvolvimento Urbano. Anunciando que o governo Cherokee não financiaria totalmente o Heritage Center, ela pressionou o centro a se tornar mais proativo em atrair turistas e gerar receita para pagar suas próprias despesas operacionais. Quando o Indian Gaming Regulatory Act de 1988 foi aprovado, Mankiller permaneceu cautelosa em participar, embora reconhecesse que outras tribos tinham o direito de fazê-lo. Preocupada com a pesquisa que conecta jogos de azar e crime, ela não endossou jogos para a nação Cherokee. Ela também rejeitou os pedidos para que a tribo armazenasse lixo nuclear, devido ao seu potencial de prejudicar o meio ambiente. Eventualmente, ela mudou sua postura e os salões de bingo se tornaram uma importante fonte de receita para a tribo.

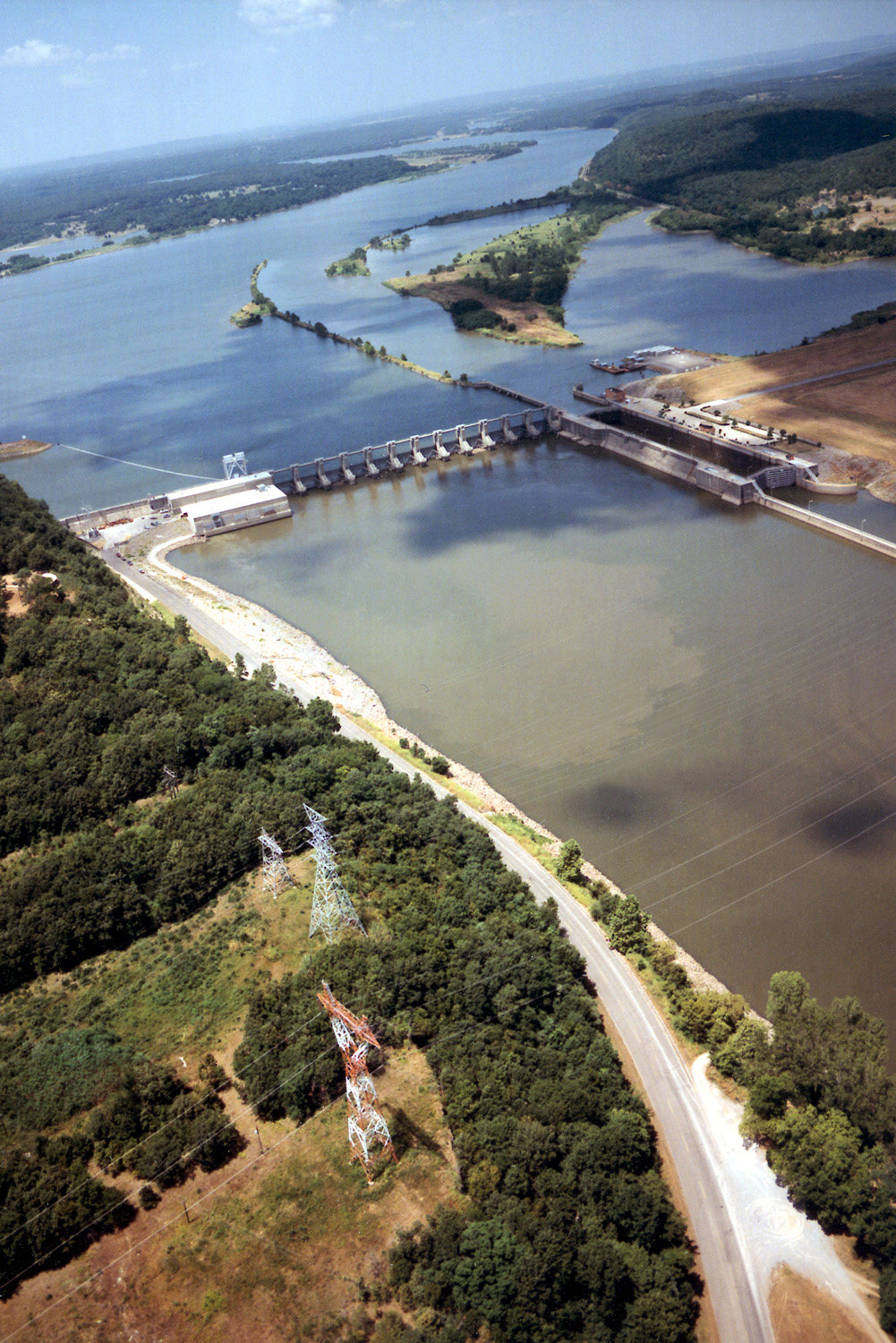
Segmento do Sistema de Navegação do Rio McClellan-Kerr Arkansas, perto de Webbers Falls, em Oklahoma

Para gerar empregos na região, Mankiller apresentou a agência Private Industry Council após reunião do governo com empresas privadas para analisar maneiras de gerar crescimento econômico no nordeste de Oklahoma. Ela criou oportunidades e programas de treinamento de emprego que ofereciam conhecimento financeiro e técnico para membros tribais que desejavam iniciar seus próprios pequenos negócios. Ela também apoiou a criação de uma empresa tribal de cabos e chicotes eletrônicos, a construção de uma usina hidrelétrica e uma operação de horticultura. Outra iniciativa lançada logo após sua parcela foi uma reivindicação de indenização do governo dos Estados Unidos pela apropriação indébita de recursos do rio Arkansas. A Suprema Corte dos Estados Unidos decidiu em Choctaw Nation v. Oklahoma que as nações Cherokee, Choctaw e Chickasaw possuíam as margens e o leito do rio Arkansas.  A questão era se as tribos tinham direito a ser pagas pela perda de acesso aos depósitos de carvão, gás e petróleo, que não podiam mais ser extraídos porque o Corpo de Engenheiros do Exército dos Estados Unidos havia redirecionado o rio durante o construção do Sistema de Navegação do Rio McClellan–Kerr Arkansas. Os povos Cherokee então processou os Estados Unidos por uma compensação, e o Tribunal de Apelações do 10.º Circuito decidiu que a tribo tinha direito a ela, embora a reclamação tenha sido revertida pela Suprema Corte. As três tribos entraram com uma ação no Tribunal de Reclamações Federais dos Estados Unidos em 1989, alegando "má administração dos recursos da confiança tribal".
Em dezembro de 1988, a liderança de Mankiller foi reconhecida com um prêmio nacional concedido pelo setor Independente, ou seja, uma organização guarda-chuva sem fins lucrativos. O Prêmio de Liderança John W. Gardner reconheceu não apenas seus projetos de desenvolvimento comunitário, mas também sua administração da Cherokee Nation Industries, que viu os lucros dispararem para mais de dois milhões de dólares. No meio de seu primeiro mandato, Mankiller foi convidada à Casa Branca para se encontrar com o presidente Reagan para discutir as queixas dos povos nativos com seu governo. Pensando que seria uma reunião produtiva, Mankiller, que havia sido escolhida como um dos três porta-vozes dos 16 chefes convidados, ficou desapontada porque Reagan descartou suas questões e apenas reiterou sua promessa de autodeterminação. Embora ela tenha descartado a reunião como uma "oportunidade de foto" para o presidente, a publicidade do evento melhorou ainda mais sua imagem junto ao público. O desenvolvimento mais significativo em seu primeiro mandato completo foi a negociação com o Estado de Oklahoma para a divisão de impostos sobre empresas que operam em terras Cherokee. O pacto, assinado pelo governador David Walters e pela liderança de todas as cinco tribos civilizadas, exceto a Nação Muscogee (Creek), permitia que os chefes coletassem impostos estaduais e retivessem uma parte das receitas.
Em junho de 1990, a doença renal de Mankiller piorou e um de seus rins falhou. Seu irmão Don doou um de seus rins, e ela passou por um transplante de rim em julho, voltando ao trabalho em algumas semanas. Enquanto ela estava em Boston se recuperando do transplante, ela se reuniu com funcionários de Washington, DC, e assinou um acordo para a Nação Cherokee participar de um projeto que permitiu à tribo se autogovernar e assumir a responsabilidade por o uso de recursos federais. Essa mudança na política ocorreu devido a alegações de corrupção e má administração no Bureau de Assuntos Indígenas. As audiências sobre o assunto resultaram em emendas em 1988 à Lei de Autodeterminação e Assistência Educacional Indiana de 1975, para permitir que dez tribos participassem de um programa piloto de cinco anos. As tribos receberam doações em bloco e foram autorizadas a adaptar o uso dos fundos com base nas necessidades locais. Outras emendas no início da década de 1990 estenderam a autodeterminação ao Serviço de Saúde Indiano. Mankiller saudou a iniciativa, que reforçou a cooperação intergovernamental e aumentou a autodeterminação. Durante sua primeira administração completa, seu governo construiu novas clínicas de saúde, criou uma clínica oftalmológica móvel e estabeleceu serviços de ambulância. Eles também criaram programas de educação infantil e educação de adultos. Mankiller foi reconhecido com um diploma honorário da Universidade Yale em 1990 e do Dartmouth College em 1991.
Na mesma época, o relacionamento contencioso com o United Keetoowah Band of Cherokee Indians estourou novamente. Sob Swimmer, a Nação Cherokee abriu um processo contra a Keetoowah Band, que tradicionalmente permitia que os membros pertencessem a ambas as tribos reconhecidas pelo governo federal. Mankiller esperava reconciliar as diferenças entre as duas tribos, mas o pacto tributário criou polêmica. A Tribo Keetoowah recusou-se a permitir que a Nação Cherokee cobrasse impostos de seus membros e iniciou uma política de exigir que seus membros tribais se retirassem da Nação Cherokee, alegando ser a "verdadeira" tribo que representa o povo Cherokee. Mankiller, cuja administração havia criado um tribunal distrital para lidar com o problema do país indiano estar sob jurisdição federal, em vez de cair sob a aplicação da lei estadual ou local, iniciou uma prática no final de 1990 de negociar acordos interdeputacionais com agências de aplicação da lei e o Cherokee Nation Marshal Service. (A deputação cruzada foi formalmente autorizada em abril de 1991). Incursões conduzidas por funcionários do condado e Cherokee Marshals em 14 tabacarias licenciadas pela Keetoowah Band foram realizadas no outono de 1990. Oficiais da tribo não conseguiram obter uma ordem de restrição contra a nação Cherokee e levaram sua queixa ao Bureau of Indian Affairs. Incapaz de resolver o assunto, os tribunais federais intervieram e decidiram que as tabacarias da Keetoowah Band não estavam isentas de impostos estaduais.

#### Eleita como Chefe tribal no segundo mandato (1991–1995)
Em março de 1991, Mankiller anunciou sua candidatura para a próxima eleição e logo depois foi convidada a se reunir com outros líderes indígenas na Casa Branca com o presidente George H. W. Bush. Os funcionários de Bush, ao contrário dos de Reagan, foram receptivos às contribuições dos líderes tribais, e Mankiller esperava que uma nova era de "relacionamentos de governo a governo" se seguisse. Nas eleições de junho, ela obteve 83% dos votos. Uma de suas primeiras ações foi participar de uma conferência sobre programas educacionais para nativos americanos, onde ela se opôs fortemente à centralização da educação indígena. Da mesma forma, ela se opôs à legislação proposta pela Câmara dos Representantes de Oklahoma para cobrar impostos sobre cigarros sobre produtos vendidos em tabacarias indianas a não indianos. Na batalha contínua sobre a compensação pela perda de acesso aos direitos minerais de propriedade da tribo no rio Arkansas, Mankiller estimou que um terço de seu tempo como chefe foi gasto na tentativa de obter um acordo.
Durante o período letivo de 1991–1992, a administração de Mankiller reviveu a tribal Sequoyah High School em Tahlequah. Trabalhando com a Associação Americana de Mulheres Universitárias, ela atuou em um programa de bolsas para combinar mentoras Cherokee com meninas que frequentavam o internato. Os mentores acompanharam as meninas durante sua escolaridade e forneceram orientação sobre oportunidades de carreira. Ela também se concentrou em questões de identidade durante seu segundo mandato. Mankiller trabalhou com o registrador tribal Lee Fleming e um membro da equipe Richard Allen para documentar grupos que reivindicavam a herança Cherokee, e eles compilaram uma lista de 269 associações em todo o país. Após a aprovação da Lei de Artes e Ofícios Indianos de 1990, que previa penalidades civis e criminais para artistas não nativos que promoviam seu trabalho como "Arte Indiana", a tribo tinha a capacidade de certificar artesãos que não conseguiu provar sua ascendência. Em dois casos altamente divulgados, envolvendo Willard Stone e Bert Seabourn, Stone foi registrado, mas sua família pediu que seu registro fosse removido, e Seabourn não foi registrava como artista, mas sim como um "embaixadora da boa vontade".
Mankiller expressou abertamente sua desaprovação de relaxar os rigorosos processos do Gabinete de Assuntos Indígenas para reconhecimento tribal, uma postura pela qual ela foi frequentemente criticada. Em 1993, ela escreveu ao então governador da Geórgia, Zell Miller, protestando contra o reconhecimento estatal de grupos que reivindicavam ascendência dos povos Cherokee e Muscogee (Creek). Ela e outros líderes tribais entre as cinco tribos civilizadas acreditavam que o processo de reconhecimento do estado poderia permitir que alguns grupos reivindicassem falsamente a herança nativa. Durante as audiências do Congresso sobre a reforma das políticas de reconhecimento tribal em Washington, D.C., Mankiller declarou sua oposição a qualquer reforma que enfraquecesse o processo de reconhecimento. Durante seu mandato como chefe, o conselho tribal Cherokee aprovou duas resoluções para impedir que aqueles sem um Certificado de Grau de Sangue Indígena (CDIB) se inscrevessem na tribo. As chamadas "Regras e Regulamentos do Comitê de Registro Cherokee" (Rules and Regulations of the Cherokee Registration Committee), de 1988, exigiam que os requerentes possuíssem uma certificação federal de que tinham ascendência com base na Lei Dawes. O projeto de 1992, intitulada "Ato Relativo ao Processo de Inscrição como Membro da Nação Cherokee" (Act Relating to the Process of Enrolling as a Member of the Cherokee Nation) transformou a política em lei, impedindo efetivamente os direitos políticos dos povos Cherokee. Mankiller reafirmou "a ordem das comissões para a votação da matéria. Entretanto, em 2004, Lucy Allen, uma descendente de Freedman, levou o assunto à Suprema Corte Cherokee, e a corte, em uma decisão dividida, disse que os descendentes de Freemen eram, de fato, os povos Cherokee poderiam se inscrever e deveriam têm direito a voto."
Em 1992, Mankiller declarou apoio a Bill Clinton para presidente, mas não doou nenhum dinheiro para sua campanha. Ela foi convidada para participar de uma conferência econômica em Little Rock, capital de Arkansas, e participou de sua equipe de transição para a presidência. Graças ao seu acesso a altos funcionários, ela se tornou a "líder indiana mais influente do país". Sua autobiografia, Mankiller: A Chief and Her People, publicada em 1993, tornou-se um best-seller nacional. Gloria Steinem disse em uma crítica: "Como a jornada de uma mulher, Mankiller abre o coração. Como a história de um povo, informa a mente. Juntos, eles nos ensinam que, enquanto pessoas como Wilma Mankiller carregarem a chama dentro de si, séculos de ignorância e genocídio não podem extinguir o espírito humano". David Bale em uma cerimônia em Mankiller Flats. Em maio, Mankiller recebeu um doutorado honorário em letras humanas do Drury College; em junho, ela foi homenageada com o prêmio da American Association of University Women 's Achievement; e em outubro foi introduzida no National Women's Hall of Fame. Em 1994, ela foi introduzida no Oklahoma Hall of Fame, bem como no National Cowgirl Museum and Hall of Fame em Fort Worth, no Texas. Naquele mesmo ano, Mankiller foi convidada por Clinton para moderar a Cúpula Nation-to-Nation, na qual os líderes de todas as 545 tribos reconhecidas pelo governo federal nos Estados Unidos foram reunidos para discutir uma variedade de tópicos. A cúpula forneceu um fórum para líderes tribais e funcionários do governo resolverem questões relativas à jurisdição, lei, recursos e liberdade religiosa. Seguiu-se uma conferência realizada em Albuquerque, que incluiu o Procurador-Geral e o Secretário do Interior dos Estados Unidos. Como resultado das duas reuniões, o Office of Indian Justice foi criado pelo Departamento de Justiça.
Em 1995, Mankiller foi diagnosticada com linfoma e optou por não concorrer novamente, em grande parte devido a problemas de saúde. Por causa da quimioterapia, Mankiller teve que renunciar aos medicamentos imunossupressores que ela vinha tomando desde o transplante. Quando George Bearpaw foi desqualificado como candidato, Joe Byrd a sucedeu como chefe principal. Mankiller recusou-se a comparecer à posse, alegando que a desqualificação de seu rival foi baseada em uma condenação expurgada de agressão. Temendo que Byrd demitisse a equipe que havia contratado, Mankiller autorizou pacotes de indenização para os trabalhadores em seus últimos dias no cargo. Uma ação foi movida pelo novo chefe em nome da Nação Cherokee contra Mankiller, alegando desvio de fundos tribais de 300 mil dólares pagos a oficiais tribais e chefes de departamento que saíram no final de seu mandato em 1995. A pauta sobre Nação Cherokee v. Mankiller foi retirado por votação do conselho tribal. Refletindo sobre sua chefia, Mankiller disse: "Tivemos problemas assustadores em muitas áreas críticas, mas acredito na velha liminar Cherokee para 'ser de boa mente'. Hoje é chamado de pensamento positivo". Quando Mankiller deixou o cargo, a população da nação Cherokee aumentou de 68 mil para 170 mil cidadãos. A tribo gerava receitas anuais de aproximadamente 25 milhões de dólares por meio fábricas, lojas de varejo, restaurantes e operações de bingo. Ela havia garantido assistência federal de 125 milhões anualmente para ajudar com programas de educação, saúde, habitação e emprego. Tendo obtido a concessão da tribo para "autogoverno", a supervisão federal dos fundos tribais foi minimizada.

### Retorno ao ativismo (1996–2010)
A administração de Byrd se envolveu em uma crise constitucional, que ele atribuiu a Mankiller, afirmando que o fato dela não comparecer à posse e a falta de orientação dividiu a tribo e a deixou sem conselheiros experientes. Seus apoiadores também alegaram que Mankiller estava por trás das tentativas de remover Byrd do cargo, uma alegação que ela negou. Ela permaneceu em silêncio sobre a administração de Byrd até que ele a acusou de liderar uma conspiração. Dois meses depois de Byrd ser acusado de usar indevidamente fundos federais, e um mês depois de culpar Mankiller pelos problemas de seu governo, ela foi a Washington com seu predecessor, Swimmer, para pedir que as autoridades federais permitissem que a tribo resolvesse seus problemas. próprios problemas. Apesar dos apelos do secretário do Interior dos EUA, Bruce Babbitt, para intervenção do Congresso e do desejo do senador de Oklahoma Jim Inhofe de ação presidencial, Mankiller continuou a sustentar que o problema era de liderança inexperiente, na qual ela não queria estar envolvida. Quando um grupo independente de analistas jurídicos, conhecido como "Comissão Massad", foi reunido em 1997 para avaliar os problemas na administração de Byrd, Mankiller, apesar de seus problemas de saúde, foi chamada para testemunhar. Ela reiterou nas audiências que acreditava que os problemas decorriam de conselheiros ruins e da falta de experiência do Chefe.

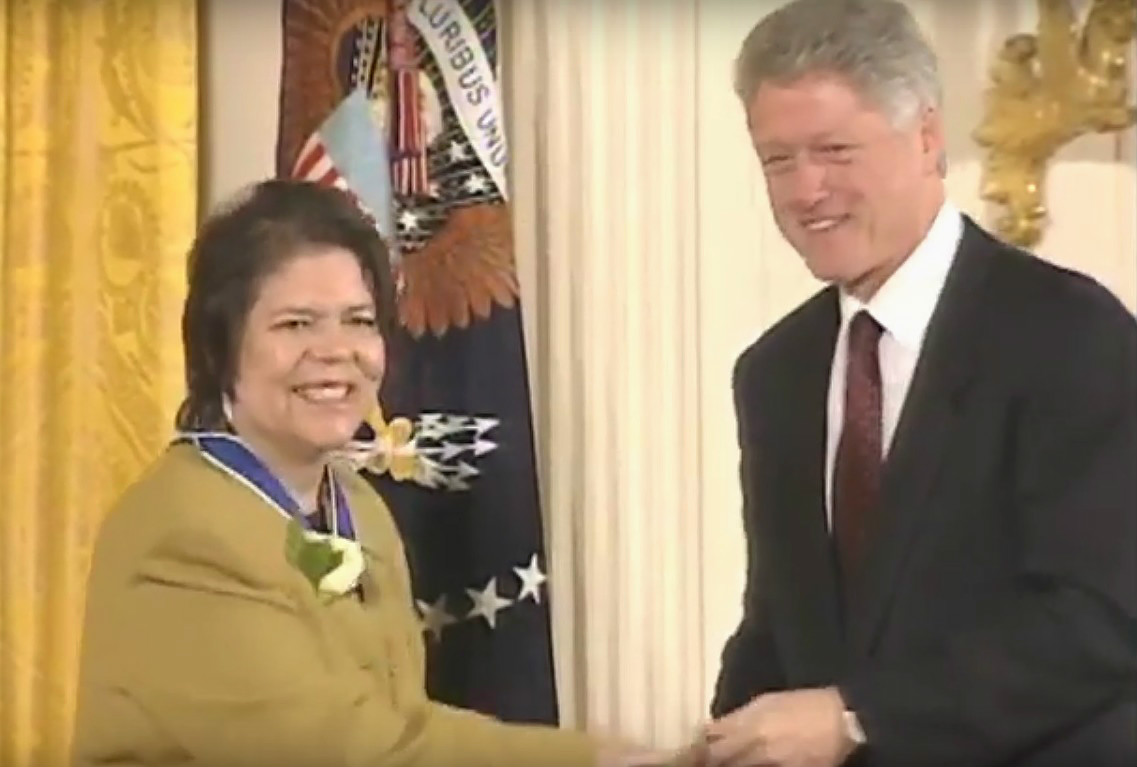
Wilma Mankiller recebendo a Medalha Presidencial da Liberdade nas mãos do presidente Clinton em janeiro de 1998

Após seu mandato como chefe, em 1996, Mankiller tornou-se professora visitante no Dartmouth College, onde deu aulas no programa de Estudos Nativos Americanos. Naquele ano, ela foi homenageada com o prêmio Elizabeth Blackwell das faculdades Hobart e William Smith por seu serviço exemplar à humanidade. Depois de um semestre, ela começou a viajar em uma turnê nacional de palestras, falando sobre saúde, soberania tribal, direitos das mulheres e conscientização sobre o câncer. Ela falou para várias organizações cívicas, reuniões tribais, universidades e grupos de mulheres. Em 1997, ela recebeu um diploma honorário do Smith College. Em 1998, o presidente Clinton concedeu a Mankiller a Medalha Presidencial da Liberdade, a maior honraria civil dos Estados Unidos. Pouco depois, ela teve uma segunda insuficiência renal e recebeu um segundo transplante, de sua sobrinha, Virlee Williamson. Como anteriormente, ela imediatamente voltou ao trabalho, retomando suas turnês de palestras e trabalhando simultaneamente em quatro livros. Em 1999, Mankiller foi diagnosticada com câncer de mama e foi submetido a uma dupla tumorectomia seguida de tratamento com radiação. Nesse mesmo ano, The Reader's Companion to US Women's History, coeditada por Mankiller, foi publicada.
Em 2002, Mankiller contribuiu para o livro That Takes Ovaries!: Bold Females and Their Brazen Acts, e em 2004, ela foi coautora de Every Day Is a Good Day: Reflections by Contemporary Indigenous Women. No ano seguinte, ela trabalhou com o Oklahoma Breast Cancer Summit para encorajar a triagem precoce e aumentar a conscientização sobre a doença. Em 2006, quando Mankiller, junto com outros líderes nativos americanos, foi convidado a enviar um par de sapatos para o Heard Museum para a exposição Sole Stories: American Indian Footwear, ela enviou um simples par de sapatos. Ela escolheu os sapatos porque já os havia usado em todo o mundo, incluindo viagens do Brasil à China, e porque transmitiam a normalidade de sua vida, mas também durabilidade, firmeza e determinação. Em 2007, Mankiller deu a Palestra do Centenário em Humanidades para o centésimo aniversário de Estado de Oklahoma. Após a palestra, ela foi homenageada com o prêmio inaugural de Humanidades de Oklahoma pelo Conselho de Humanidades de Oklahoma. Ela continuou suas palestras e bolsa de estudos e, em setembro de 2009, foi nomeada a primeira bolsista do Sequoyah Institute na Northeastern State University.

## Morte e legado
Em março de 2010, seu marido anunciou que Mankiller estava com uma doença terminal com câncer pancreático. Mankiller morreu em 6 de abril de 2010, de câncer em sua casa na zona rural Condado de Adair, em Oklahoma. Cerca de 1,2 mil pessoas compareceram ao serviço memorial no Cherokee National Cultural Grounds em Tahlequah em 10 de abril, incluindo muitos dignitários, como o chefe Cherokee Chad Smith, o governador de Oklahoma Brad Henry, o congressista americano Dan Boren e Gloria Steinem. A cerimônia incluiu declarações de Bill e Hillary Clinton, bem como do presidente Barack Obama. Mankiller foi enterrada no cemitério da família, Echota Cemetery, em Stilwell, e alguns dias depois foi homenageado com uma Resolução do Congresso da Câmara dos Representantes dos Estados Unidos. Ela foi presenteada postumamente com o Drum Award for Lifetime Achievement pelas cinco tribos civilizadas.
O legado de Mankiller estão guardados na Coleção de História Ocidental da Universidade de Oklahoma, em Norman. Com 14 doutorados honorários, ela deixou uma marca permanente em seu estado e na nação, por meio de seu trabalho para construir comunidades e administração de sua tribo. Ao longo de seus três mandatos como chefe principal, Mankiller revigorou a nação Cherokee por meio de projetos de desenvolvimento comunitário onde homens e mulheres trabalham coletivamente para o bem comum. Sob a política nacional de autodeterminação dos indígenas americanos, Mankiller melhorou as negociações federais-tribais e ajudou a criar e pastorear a relação governo-a-governo que a Nação Cherokee agora desfruta com o governo federal dos EUA. Ela foi uma inspiração para nativos e não nativos americanos e um modelo para mulheres e meninas. "Antes da minha eleição", disse Mankiller uma vez, "as jovens garotas Cherokee nunca teriam pensado que poderiam crescer e se tornar chefes". Na conferência anual de mulheres de 2010 organizada pela Women Empowering Women for Indian Nations (WEWIN) para promover e capacitar a liderança das mulheres indígenas, para a qual Mankiller foi membro fundador do conselho, uma bolsa de estudos foi nomeada em sua homenagem para pagar despesas de viagem para mulheres para participar da reunião.
Um longa-metragem de 2013, The Cherokee Word for Water, conta a história do projeto da linha de água Bell que ajudou a lançar a carreira política de Mankiller e iniciou sua amizade com seu futuro marido, Charlie Soap. No filme, Mankiller é interpretada pela atriz Kimberly Norris Guerrero; e Soap é interpretado pelo ator Moses Brings Plenty. O filme, produzido por Kristina Kiehl e Soap, foi um sonho que envolveu mais de 20 anos de planejamento e captação de recursos. Era importante para Mankiller que a história da resiliência dos nativos fosse o foco do filme. A Fundação Mankiller, nomeada em sua homenagem, que se concentra em projetos educacionais, comunitários e de desenvolvimento econômico, esteve envolvida na produção. Em 2015, a Nação Cherokee concluiu a construção de uma adição ao Centro de Saúde Wilma P. Mankiller, localizado em Stilwell, dobrando seu tamanho e atualizando seus equipamentos. O centro, um dos oito hospitais mais movimentados do sistema Cherokee Nation Health Services, atende aproximadamente 120.000 pacientes anualmente. Em 2017, foi lançado um documentário, Mankiller, produzido por Valerie RedHorse Mohl. Por meio de entrevistas com quem a conheceu e registros de arquivo, o filme conta a história da vida de Mankiller e seu tempo como Chefe Principal da Nação Cherokee. Em 2018, Mankiller se tornou uma das homenageadas na primeira cerimônia de posse realizada pelo National Native American Hall of Fame. Em 2021, foi anunciado que Mankiller, Maya Angelou, Sally Ride, Adelina Otero-Warren e Anna May Wong foram escolhidas para que sua imagem aparecesse em uma moeda do quarto de dólar  como parte da coleção "American Women" da Casa da Moeda dos Estados Unidos.

## Obras publicadas
- Mankiller, Wilma (1985). «Keeping Pace With the Rest of the World». Durham, North Carolina: Institute for Southern Studies. Southern Exposure (em inglês). ISSN 0146-809X[69] Relançado em Bruchac, ed. (1995). Aniyunwiya/real Human Beings: An Anthology of Contemporary Cherokee Prose (em inglês) 1 ed. Greenfield Center, New York: Greenfield Review Press. ISBN 978-0-912-67892-4
- Mankiller, Wilma P. (1988). The chief cooks: traditional Cherokee recipes (em inglês). Muskogee, Oklahoma: Hoffman Printing Company. OCLC 25384767
- Kauger, Yvonne; Du Bey, Richard; Mankiller, Wilma (1990).  Zelio, ed. Promoting Effective State-Tribal Relations: A Dialogue (em inglês). Denver, Colorado: National Conference of State Legislatures. ISBN 978-1-55516-975-6
- Mankiller, Wilma (primavera de 1991). «Education and Native Americans: Entering the Twenty-First Century on Our Own Terms». Baton Rouge, Louisiana: Louisiana State University. National Forum (em inglês). 71 (2): 5–7. ISSN 0162-1831[215]
- Mankiller, Wilma; Wallis, Michael (1993). Mankiller: A Chief and Her People (em inglês) 1st ed. New York, New York: St. Martin's Press. ISBN 978-0-312-09868-1
- Mankiller; Mink, Gwendolyn; Navarro, Marysa; Steinem, Gloria; Smith, Barbara, eds. (1999). The Reader's Companion to U.S. Women's History (em inglês). New York, New York: Houghton Mifflin Harcourt. ISBN 978-0-618-00182-8
- Mankiller, Wilma (2002). «Returning Home». In:  Solomon. That Takes Ovaries!: Bold Females and Their Brazen Acts (em inglês). New York, New York: Three Rivers Press. pp. 64–66. ISBN 978-0-609-80659-3
- Mankiller, Wilma Pearl; Introduction: Gloria Steinem; Forward: Vine Deloria, Jr. (2004). Every Day is a Good Day: Reflections by Contemporary Indigenous Women (em inglês). Golden, Colorado: Fulcrum Publishing. ISBN 978-1-55591-516-2
- Mankiller, Wilma (2008). «Introduction». In:  Hurtado. Reflections on American Indian History: Honoring the Past, Building a Future (em inglês). Norman, Oklahoma: University of Oklahoma Press. ISBN 978-0-8061-3896-1